# باتريك ديتكو
باتريك ديتكو (بالألمانية: Patrick Dytko)‏ هو لاعب كرة قدم بولندي وألماني في مركز الدفاع، ولد في 28 مارس 1994 في فولكلينغن في ألمانيا. شارك مع منتخب بولندا تحت 17 سنة لكرة القدم ومنتخب بولندا تحت 18 سنة لكرة القدم ومنتخب بولندا تحت 20 سنة لكرة القدم. أما مع النوادي، فقد لعب مع بياست غليفيتسه.

## وصلات خارجية
- باتريك ديتكو على موقع قاعدة بيانات كرة القدم.إي يو (الإنجليزية)
- باتريك ديتكو على موقع Soccerway.com (الإنجليزية)